# Hematoma de mama
L'hematoma de mama és una acumulació de sang dins de la mama. Sorgeix d'una hemorràgia interna, i pot sorgir a causa d'un traumatisme (lesió o cirurgia del pit) o per causa no traumàtica (malaltia).

## Símptomes
Els símptomes poden incloure decoloració visible (equimosi), dolor al pit i inflamació. Els símptomes poden ser similars a la mastopatia quística difusa.

## Causes
Pot aparèixer un hematoma de mama a causa d'un traumatisme directe a la mama, per exemple per una lesió esportiva o per un accident de trànsit (com per exemple, una col·lisió de vehicles en què es produeix una lesió amb el cinturó de seguretat).
L'hematoma també pot ser conseqüència d'una cirurgia mamària, generalment a causa d'un sagnat postoperatori. El sagnat pot ocórrer poc després de la intervenció o diversos dies més tard, i pot ocórrer per cirurgia estètica (per exemple, reducció de mama o augment de mama) i per a cirurgia no estètica (per exemple, eliminació de ganglis limfàtics, tumorectomia o mastectomia). Més rarament, l'hematoma pot aparèixer després d'una biòpsia de mama.
Rarament, un hematoma de mama també pot ocórrer espontàniament a causa d'una ruptura de vasos sanguinis a la mama, especialment en persones amb coagulopatia o després de l'ús a llarg termini de fàrmacs anticoagulants, com l'aspirina o l'ibuprofèn.

## Patofisiologia
Sovint, els hematomes de mama petits desapareixen sols després de diversos dies o setmanes mitjançant la reabsorció de la sang. Els hematomes més grans tenen més probabilitats de provocar inflamació o fibrosi.
De vegades, els hematomes de mama poden provocar decoloracions de la pell, inflamació o febre. La desaparició d'un hematoma pot arribar a ser fibròtica, deixant al teixit una cicatriu. Un hematoma es pot liquar per formar un seroma.
Els hematomes de mama postquirúrgics també poden impedir la cicatrització de les ferides i, per tant, afectar el resultat estètics. Els hematomes són, a més, un dels factors de risc per a les infeccions de la zona operada. Hi ha proves preliminars que, després de la cirurgia d'implant de mama, la presència d'hematoma augmenta el risc de desenvolupar una contractura capsular.
En una mamografia de detecció de càncer de mama, el teixit cicatricial resultant d'un hematoma de mama es pot confondre fàcilment amb el teixit tumoral, especialment en els primers anys després de la cirurgia. En última instància, pot aparèixer una necrosi de greix a la regió afectada de la mama.

## Diagnosi
Quan hi ha una inflamació postoperatòria després d'una cirurgia mamària o d'una biòpsia amb punció aspirativa amb agulla fina, es pot indicar un examen ecogràfic de la mama per diferenciar entre un hematoma i altres possibles complicacions postquirúrgiques, com abscesos o seromes. Un hematoma recent és normalment visible en una mamografia, i també mostra intensitats típiques de la imatge per ressonància magnètica (IRM). Si es necessita una diferenciació del càncer de mama, es pot realitzar una biòpsia a l'hematoma.
Una consideració acurada de l'anamnesi és important per al diagnòstic d'un hematoma de mama.

## Tractament
Els hematomes de mama petits que no causen molèsties sovint requereixen una simple observació clínica, utilitzant ultrasons per controlar la resolució de l'hematoma.
Els hematomes de mama grans o aquells que no es fan més petits o que causen molèsties solen requerir drenatge. També es drenen els hematomes que es produeixen després de la cirurgia per escissió d'un tumor maligne, ja que és poc probable que es resolgui un hematoma al qual s'aplica la irradiació. Un hematoma recent es pot drenar mitjançant punció aspirativa amb agulla fina o (rarament) per incisió i drenatge.